# Sindrome delle fascicolazioni benigne
La sindrome delle fascicolazioni benigne (SFB o BFS, dall'inglese Benign fasciculation syndrome) e la variante della sindrome da crampi e fascicolazioni (SCF o CFS, Cramps-fasciculations syndrome), sono sindromi croniche a eziologia sconosciuta (idiopatiche), caratterizzate principalmente da fascicolazioni, cioè lievi contrazioni spontanee, rapide e a intervalli regolari di una o più unità motorie, senza esito motorio, visibili e avvertite dal soggetto come guizzi improvvisi di una parte di un qualunque muscolo, a volte associate a crampi, spasmi, in generale ipereccitabilità neuromuscolare periferica con mioclonie, cioè movimenti spontanei dei muscoli, talvolta con lieve dolore, rigidità e astenia e spasticità. Se non subentrano altre problematiche indipendenti, la BFS non peggiora col tempo (anche questo può aiutare a porre diagnosi), tranne in alcuni casi dove può divenire la simile sindrome da crampi e fascicolazioni, anch'essa benigna ma con sintomi più esarcebati. La SCF può anche rappresentare una forma lieve di fibromialgia e sindrome della fatica cronica.

## Sintomi

Fascicolazione palpebrale in un uomo adulto di 19 anni.

Una lista dei segni della sindrome della fascicolazioni benigne include:
- fascicolazioni
- miochimia
- ansia
- prurito
- fastidio a deglutire o presenza di bolo faringeo

Nella sindrome da crampi e fascicolazioni sono presenti oltre a questi sintomi, che rendono il quadro simile alla neuromiotonia o sindrome di Isaacs:
- parestesie
- crampi e spasmi
- ipereflexia (riflessi muscolari eccessivi)
- tremore
- astenia
- ipostenia leggera
- rigidità muscolare

Alcuni sintomi sono molto affini anche alle più gravi sindrome della fatica cronica o CFS (il cui sintomo principale è l'astenia) e alla fibromialgia (dolore diffuso come segno preminente), e ad altre caratterizzate da ipereccitabilità dei nervi periferici (es. spasmofilia) idiopatica (o PNH), ma con le fascicolazioni come sintomo fondamentale. Molti pazienti fibromialgici hanno la SFB e circa il 70 % di essi manifesta anche i sintomi della CFS.
Alcuni pazienti hanno un moderato e leggero aumento di creatinfosfochinasi (CPK) nel sangue, senza arrivare a livelli patologici.

## Aspetti psicologici
Quando sono il principale segno presente le fascicolazioni sono benigne e di origine parzialmente ignota, frequenti soprattutto in individui affaticati, sottoposti a sforzo, a stress o ansiosi. Se sono rare non sono considerate patologiche. Possono anche essere indotte sforzando i muscoli.
Siccome la sindrome presenta alcuni sintomi neurologici leggeri, questo spesso aumenta l'ansia di chi ne è affetto (col risultato di peggiorarne temporaneamente i sintomi), talvolta fino all'ipocondria e al pensiero di avere contratto una malattia del motoneurone, che in questo caso sono escluse come origine (nella diagnosi differenziale rientrano tutte le varie cause di fascicolazione, come traumi, neuropatie, miastenia gravis, carenze, ecc.), tramite visita neurologica ed eventualmente elettromiografia (EMG). Questa ipocondria può anche diventare un problema psichiatrico serio (questo però non significa che le fascicolazioni non siano reali), data la somiglianza superficiale dei sintomi della SFB con quelli della fase iniziale della sclerosi laterale amiotrofica (SLA), la principale malattia del motoneurone.
Le fascicolazioni in alcuni casi possono passare, in altri permangono, ma non degenerano; la sindrome da crampi e fascicolazioni ha in comune con la SLA solo le fascicolazioni (la stanchezza iniziale è meno evidente, non c'è soprattutto atrofia da denervazione progressiva e i cali di forza sono transitori, se avvengono); né ha nulla in comune con la sclerosi multipla; si tratta di malattie totalmente differenti, che coinvolgono strutture differenti dei neuroni: chi ha la BFS non ha nessuna alterazione della mielina e dei motoneuroni, né calo ponderale drastico dei muscoli, cosa che risulta nell'elettromiografia, se effettuata.
L'unica correlazione tra le due malattie è il sintomo apparentemente simile, anche se che nella SLA il calo di forza è molto più evidente, mesi prima delle fascicolazioni.

## Epidemiologia
Almeno il 25 % delle persone sperimentano fascicolazioni almeno una volta nella vita, ma le ricerche sono poco finanziate. La vera e propria SFB, che solitamente è cronica, interessa circa il 3 % della popolazione; la BFS è quindi una patologia poco diffusa ma non è una malattia rara, tranne nella forma della sindrome da crampi e fascicolazioni.

## Eziopatogenesi
La causa esatta della SFB è sconosciuta, e non è noto se è la sua eziologia coinvolge il motoneurone, i muscoli, zone dell'encefalo o la giunzione neuromuscolare, o tutto questo. Sono stati identificati casi di ereditarietà. Possibili cause sono l'ansia, l'ipokaliemia, dovuta a sudorazione da sforzo, da ansia, caldo o da altre cause, come il malassorbimento, specie la carenza di magnesio e di calcio (cfr. spasmofilia), l'ipoglicemia, la celiachia (ipersensibilità al glutine) o la sindrome da post infezione.

### Infezioni
In particolare virus dell'influenza, virus di Epstein-Barr o altri agenti infettivi sono spesso coinvolti in reazioni autoimmunitarie con disturbi del movimento (es. corea di Sydenham) come Streptococcus pyogenes.

### Neuropatie
Secondo alcuni studi la SFB e malattie affini potrebbero essere messe in relazione a un gruppo di neuropatie non strutturali caratterizzate da alterazione di tipo funzionale della membrana dell'assone nei nervi periferici, che può occasionalmente associarsi ad altre forme congenite o acquisite di neuropatie, o essere il residuo di forme acute come la sindrome di Guillain-Barré (o le varianti assonale o motoria multifocale), una sindrome autoimmune caratterizzata da paralisi temporanea, che si manifesta a volte dopo un'infezione virale. La sindrome fascicolazioni e crampi rappresenterebbe la forma più frequente e la meno grave di patologia con queste caratteristiche e può risultare idiopatica o esser esito di una pregressa neuropatia acuta, in cui permane un leggero danno alla mielina oppure alla fibra muscolare.
Recenti studi hanno trovato un'associazione tra le fascicolazioni diffuse, anche con parestesie, con la neuropatia periferica a piccole fibre (da alcuni sospettata anche di essere la causa della fibromialgia), una polineuropatia di difficile diagnosi, poiché l'82% dei casi hanno un normale risultato di EMG e dell'analisi della conduzione nervosa (talvolta è visibile tramite biopsia). La neuropatia a piccole fibre ha cause sconosciute e causa però dolore; quando non è correlata a malattie manifeste (lupus eritematoso, sarcoidosi, HIV o malattia di Lyme) può essere collegata alla già ipotizzata celiachia, all'ipotiroidismo o malattie autoimmuni, ma nel 40 % dei pazienti è idiopatica (senza causa primaria).

### Canali del sodio e del potassio

Diagramma di un canale del sodio sensibile al voltaggio sub-unità-alfa;-sub-unità G - glicosilazione, P - fosforilazione, S - selettività ionica, I - inattivazione, le cariche positive (+) nella S4 sono importanti per la sensibilità trans-membranaria al voltaggio.

Nei casi idiopatici sono state ipotizzate disfunzioni congenite o indotte dei canali del sodio (specie quello denominato Nav1.7).
La stessa BFS/SCF ha una possibile eziologia simile, a causa della condizione poco studiata detta ipereccitabilità dei nervi periferici, simile alla spasmofilia e che a volte si manifesta come SFB. Le fascicolazioni nervose hanno un'origine neurologica probabilmente dovuta a un analogo difetto dei canali del sodio e del potassio dei neuroni periferici (assoni) e della giunzione neuromuscolare, ma senza miotonia vera e propria (che è una miopatia), probabilmente immunomediato come avviene nella neuromiotonia e nella miastenia gravis.
Il legame tra spasmofilia (tetania normocalcemica) e SFB non è inoltre stato ancora approfondito, così come con allergie e problemi derivati.
Sembra invece che in certi soggetti i canali del sodio e del potassio (proteine che permettono il passaggio del sodio e del potassio attraverso la membrana dei neuroni) possano essere danneggiati e mal rigenerati dalla cellula per mutazioni del DNA o per cause autoimmuni (il sistema immunitario attacca i canali sulla membrana dei neuroni), quindi non si aprono completamente al passaggio degli elementi, danneggiando la funzione del neurone periferico per cui il segnale del motoneurone viene interpretato come se giungesse ad esso alterato.

### Altre possibili cause
Altre ipotesi chiamano in causa: assunzione eccessiva di stimolanti come caffeina, assunzione elevata di zuccheri, contratture dovute al freddo e alle correnti d'aria, assunzione di acido fosforico da bibite, carenza fisiologica di calcio, magnesio e potassio, ansia, intolleranza alimentare, infiammazione neurogenica e insonnia.

## Prognosi
La prognosi, sia della forma più lieve sia della sindrome crampi e fascicolazioni, è benigna. Se la reale origine della SFB resta ignota, la condizione non è dannosa a lungo termine e spesso il paziente impara a conviverci, avendo anche dei periodi di remissione. Talvolta in soggetti ansiosi o con altre patologie, può aumentare la sensazione di debolezza e la preoccupazione di poter soffrire di malattie gravi o neurodegenerative. In alcuni rari casi può esserci convivenza o degenerazione nella fibromialgia o nella sindrome della fatica cronica, che sono comunque patologie che è possibile tenere sotto controllo.

## Diagnosi differenziale
La diagnosi si basa sui segni clinici e sull'esclusione di patologie diverse. Verranno escluse le seguenti sindromi (anche se alcune possono comparire assieme), con visita neurologica, ortopedica e altri esami come l'elettromiografia (non sempre alterata, in quanto i crampi e le fascicolazioni non sono costanti) o la risonanza magnetica, se necessari:
- Mielopatia
- Malattia di Lyme con neuroborreliosi
- Sclerosi multipla
- Malattia del motoneurone (come la sclerosi laterale amiotrofica)
- Fibromialgia
- Sindrome da fatica cronica
- Tossicodipendenza e alcolismo
- Effetti collaterali di farmaci
- Ipotiroidismo e ipertiroidismo
- Allergie particolari
- Carenze minerali particolari, celiachia e avitaminosi
- Iperventilazione grave
- Miotonia (es. paramiotonia congenita del sodio)

### Differenze diagnostiche fra sindromi simili
- Sindrome delle fascicolazioni benigne: EMG negativa o che mostra solo fascicolazioni a riposo, ipotesi di alterazione dei canali del sodio e del potassio
- Sindrome da crampi e fascicolazioni: EMG negativa o con fascicolazioni sparse a riposo, a volte altri reperti neurogeni anomali, assenza di denervazione specifica, ipotesi di alterazione dei canali del sodio e dei canali del potassio
- Neuromiotonia: EMG con possibile attività elettrica a riposo, presenza di anticorpi del complesso VGKC (diretti contro i canali del potassio) nel 35-40% dei pazienti
- Spasmofilia: EMG negativa o lievi alterazioni, carenze, ipotesi di alterazione dei canali del calcio
- Sindrome dell'uomo rigido: EMG con attività elettrica a riposo, segno di Babinski, rigidità grave con difficoltà di movimento fluido, presenza di anticorpi contro la decarbossilasi dell'acido glutammico (GAD), diretta di solito contro il sistema nervoso periferico ma a volte anche contro parti del sistema nervoso centrale (cervelletto e secondo motoneurone)

Nel caso vi siano diagnosi di BFS ma altri reperti all'EMG (come aumento dei potenziali di unità motoria in movimento o tracciato di interferenza massimale), potrebbe esserci concomitanza anche casuale di radicolopatia, se i deficit sono blandi e cronici tali da escludere patologie gravi.

## Comorbilità
Come fibromialgia e CFS, può comparire assieme alle seguenti patologie:
- Sindrome del colon irritabile
- Insonnia o ipersonnia
- Cistite interstiziale
- Sindrome da sensibilità chimica multipla
- Sindrome delle gambe senza riposo
- Disturbi d'ansia
- Disturbi dell'umore (come il disturbo depressivo o il disturbo bipolare)
- Alcune sindromi autoimmuni (allergie, vitiligine[27], psoriasi, ecc.)
- Celiachia
- Neuropatie
- Ansia e sindrome da iperventilazione
- Disturbi d'ansia in forma grave: es. disturbo ossessivo-compulsivo; l'ansia può provocare somatizzazioni e sintomi simili alla CFS a livello del SNC). Può anche far parte della diagnosi differenziale; i disturbi d'ansia possono provocare stanchezza sia come forma di somatizzazione, sia per conseguenza delle manifestazioni fisiche evidenti come sudorazione eccessiva, tachicardia e iperventilazione, sia per il consumo di energia e nutrimento da parte del cervello, che viene sottratta al fabbisogno del resto del corpo.[28]

## Trattamento
In certi pazienti, l'utilizzo di Escitalopram fa scomparire le fascicolazioni nell'arco di qualche mese, questo può essere possibile in quanto gli SSRI svolgono un'azione oltre che antidepressiva anche ansiolitica, sedativa, e che quindi può risolvere le fascicolazioni soprattutto se sono di natura ansiosa o da stress.
Non esiste tuttavia un trattamento specifico, a parte quello sintomatico.
La regolazione del ritmo sonno-veglia in certi pazienti ha dimostrato essere molto importante per attenuare le fascicolazioni.
In rari casi le fascicolazioni diventano molto fastidiose e possono essere utilizzati gli stessi farmaci usati nel tremore essenziale (betabloccanti, benzodiazepine, anticonvulsivanti), oppure tentare di curare le possibili cause. A volte, a riprova di un qualche collegamento con la spasmofilia, può giovare l'integrazione di sali minerali in maniera massiccia.